# Campaign Management (Marketing)
Campaign-Management (Kampagnenmanagement) ist ein im Einzelhandel gebräuchlicher Begriff aus dem Bereich der Leitungsfunktionen, der die effiziente Planung und Durchführung von Marketingaktionen in Form von Werbekampagnen beschreibt, die das Ziel verfolgen, den Warenabsatz einzelner Produkte oder des Unternehmens insgesamt zu erhöhen und die ausgewählten Kunden stärker an das Unternehmen zu binden. Dies geschieht bspw. durch Bonussysteme (Kundenbindungssysteme), Rabattaktionen, Modenschauen für ausgewählte Kunden, VIP-Shopping und so weiter.
Zunächst wird eine Marketingstrategie entwickelt und die grundsätzliche Ausrichtung der Maßnahme festgelegt (Planung). In der zweiten Phase wird die Zielgruppe sowie das spezifische Angebot für diese Zielgruppe definiert. Sodann wird die zuvor ausgewählte Zielgruppe über die strategisch festgelegten Kommunikationswege (für ein breites Publikum über die Medien, an bekannte Kunden, z. B. Kundenkarteninhaber, durch direkte Mailings) angesprochen und Maßnahme durchgeführt. Die letzte Phase ist die Erfolgskontrolle, aus deren Ergebnis Erkenntnisse für die erste Planung der nächsten Maßnahme gewonnen wird.